# Euphorbia brownii
Euphorbia brownii är en törelväxtart som beskrevs av Henri Ernest Baillon. Euphorbia brownii ingår i släktet törlar, och familjen törelväxter.
Artens utbredningsområde är Western Australia. Inga underarter finns listade i Catalogue of Life.